# Carlo Paalam
Carlo Paalam (Cagayán de Oro, Filipinas, 16 de julio de 1998) es un deportista olímpico filipino que compite en boxeo, en la categoría de peso mosca y que consiguió la medalla de plata en los Juegos Olímpicos de Tokio 2020.

## Palmarés internacional
| Juegos Olímpicos | Juegos Olímpicos | Juegos Olímpicos | Juegos Olímpicos |
| Año              | Lugar            | Medalla          | Prueba           |
| ---------------- | ---------------- | ---------------- | ---------------- |
| 2021             | Tokio ( Japón)   | Medalla de plata | Peso mosca       |